# 1048 a tudományban
Az 1048. év a tudományban és a technikában.

## Születések
- május 18. – Umar Hajjám perzsa költő, csillagász, matematikus és filozófus. († 1123).

## Halálozások
- december 13. - Abú Rajhán al-Bírúní polihisztor (* 973)